# トビイロスズメ
トビイロスズメ（鳶色雀　Clanis bilineata）は、鱗翅目・スズメガ科に属するガの一種。

## 特徴
スズメガの一種で、開張時90-120mm、淡茶色に茶褐色の波状の色紋を持ち後翅は暗褐色。触角は通常は頭の横に倒すように畳まれ収納されている。
幼虫は全身が黄緑色で大きな頭と小さな尾角を有し、胸脚はオレンジ色。

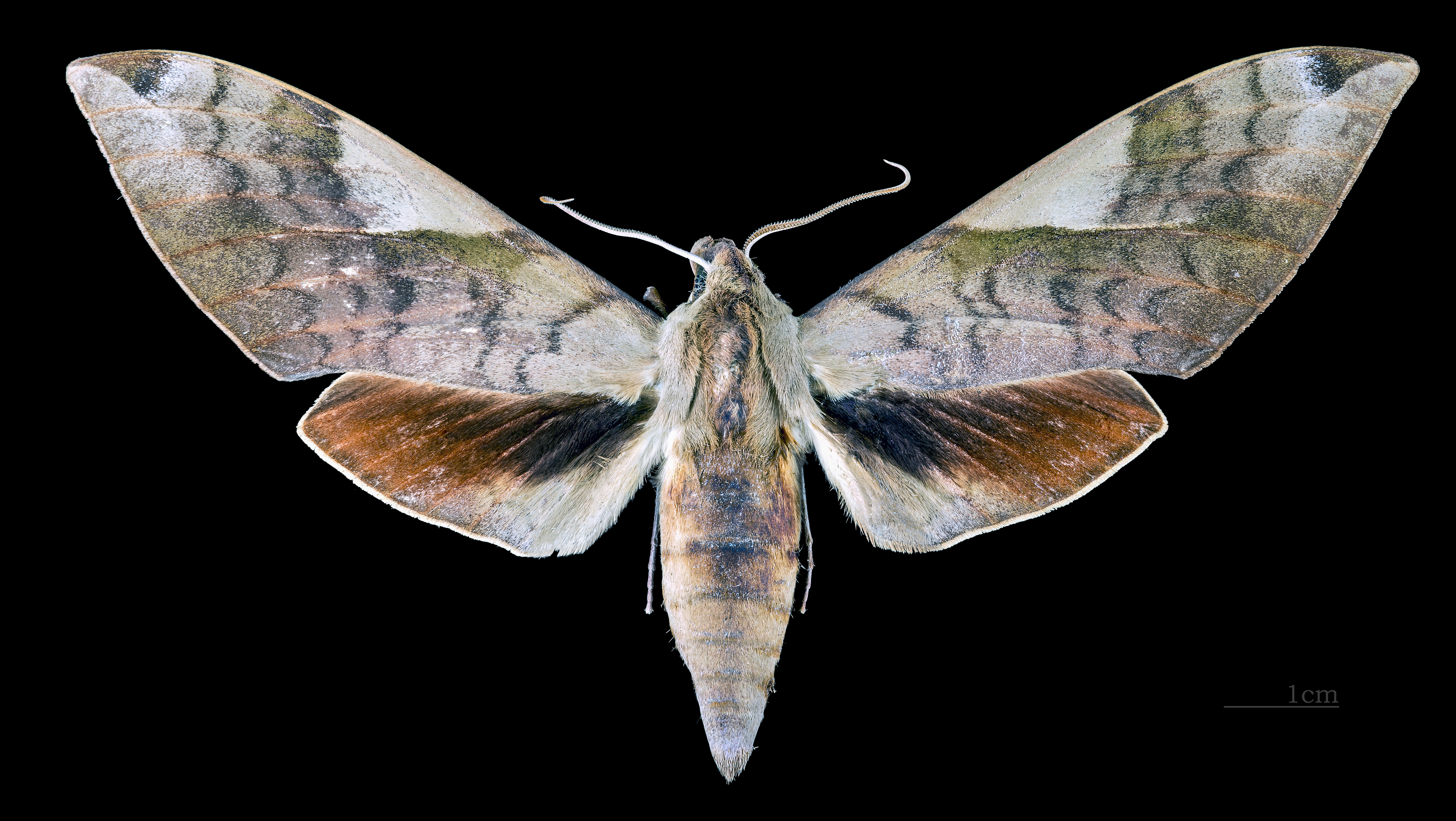
Clanis bilineata bilineata ♂
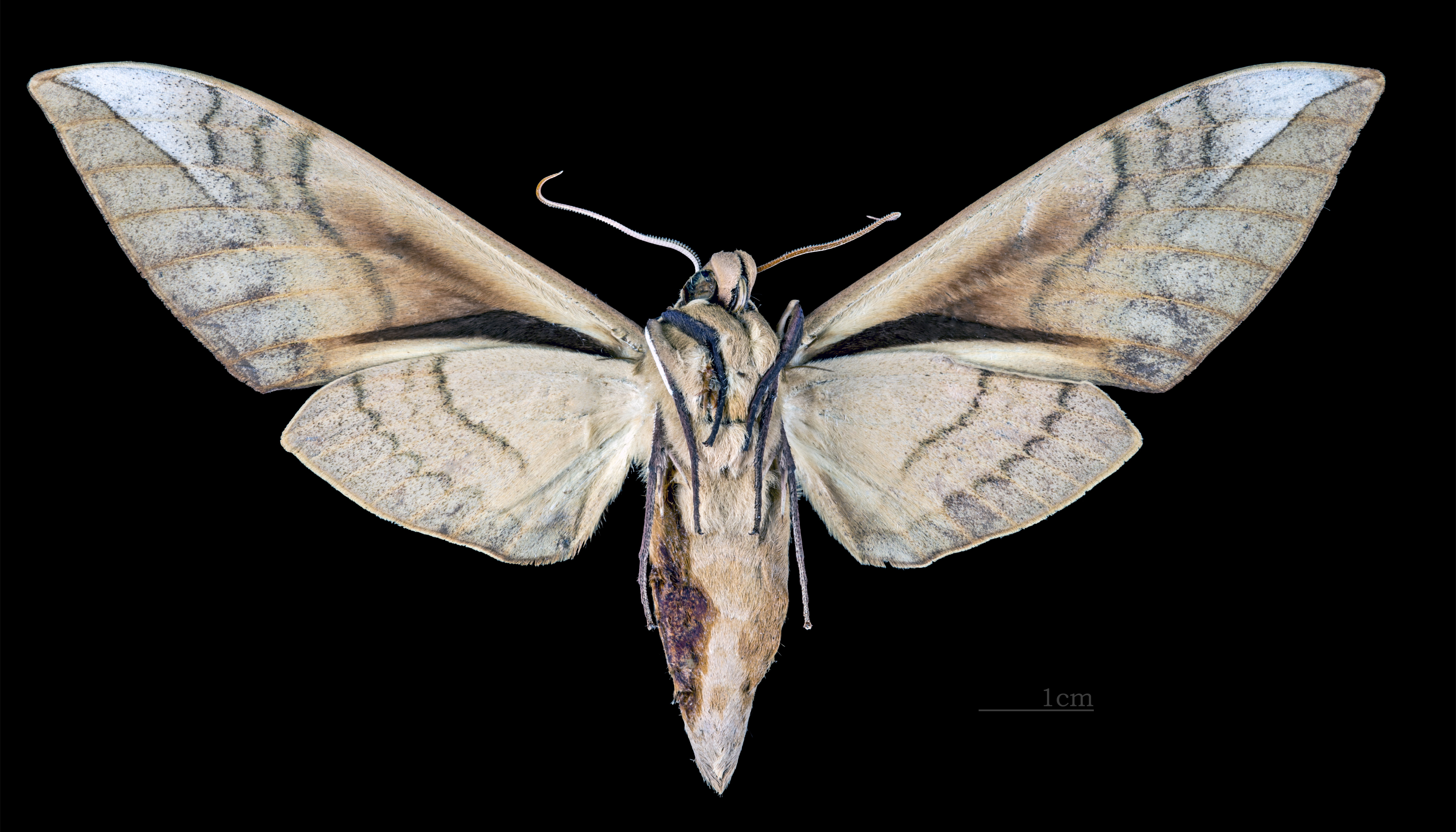
Clanis bilineata bilineata ♂  △
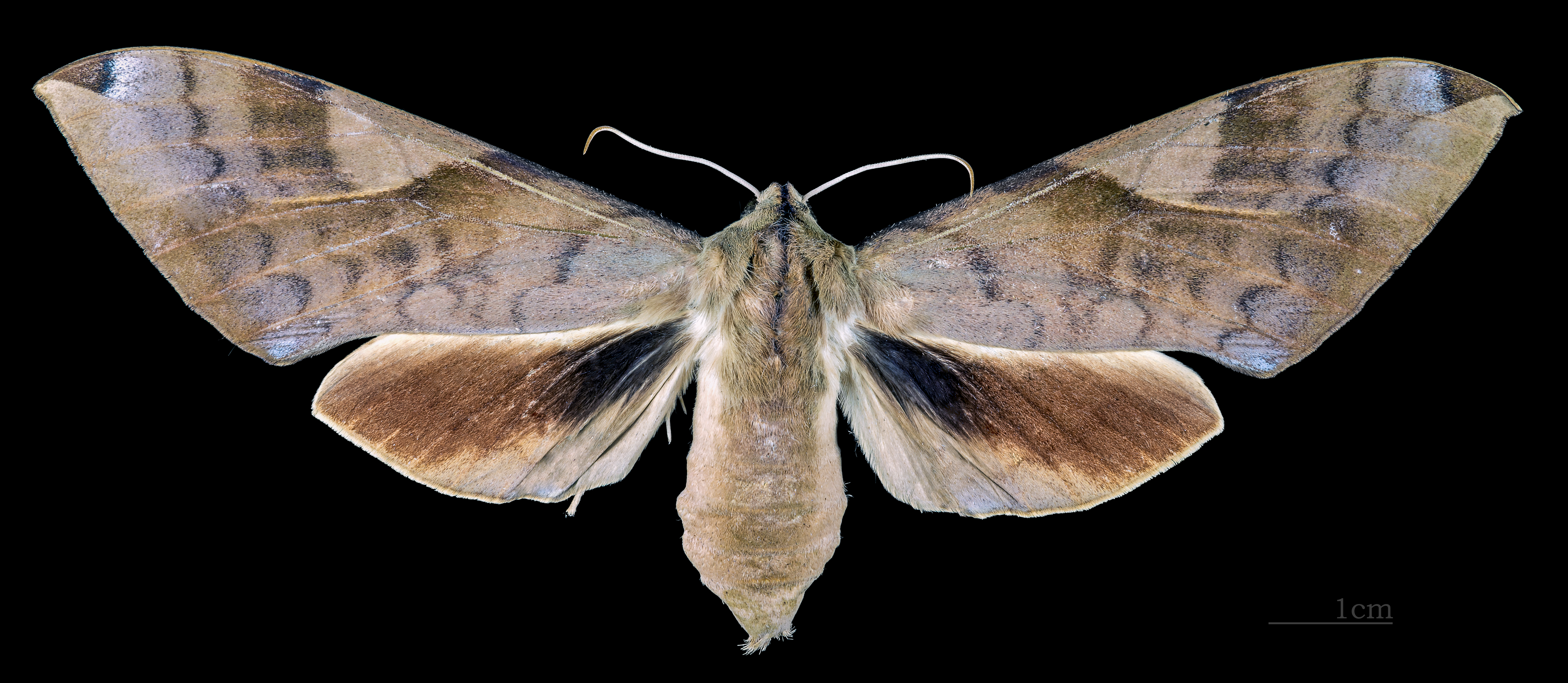
Clanis bilineata bilineata ♀
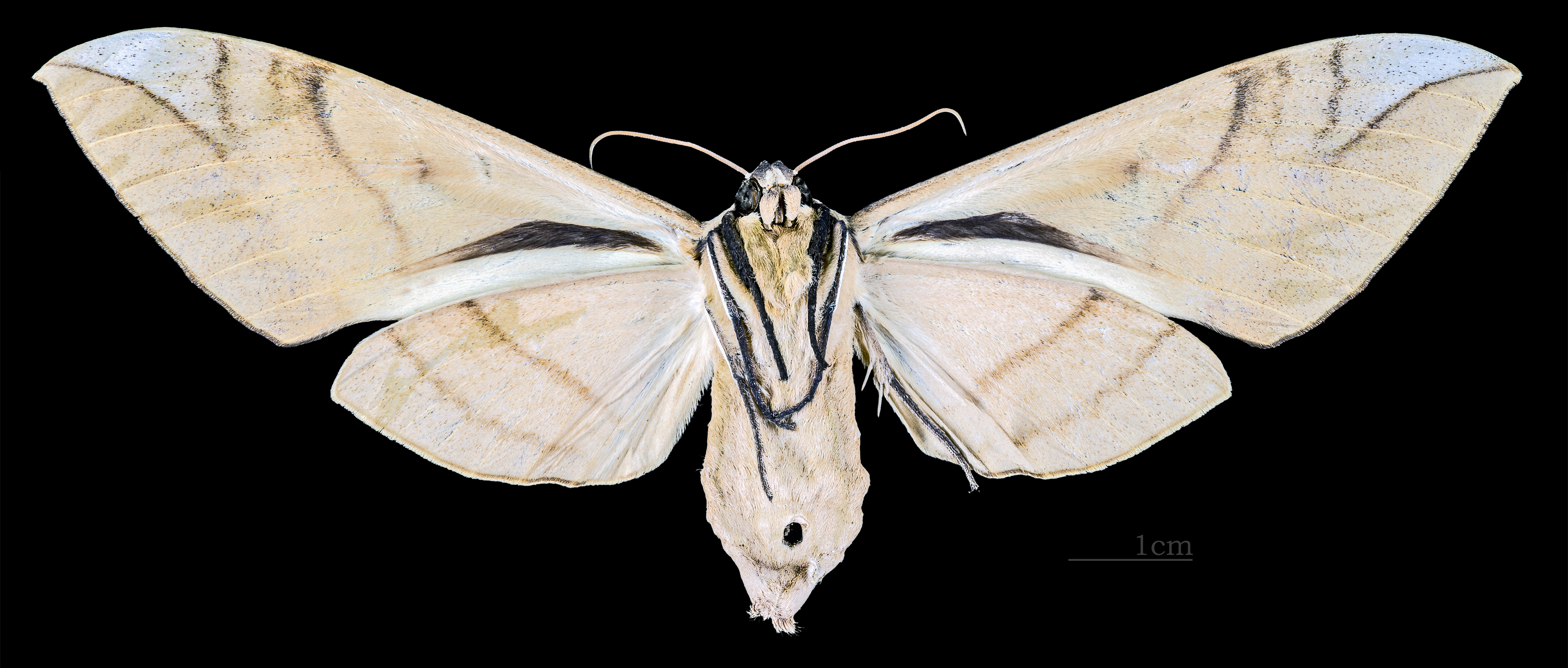
Clanis bilineata bilineata ♀  △

## 亜種
本種には4亜種がある。
- Clanis bilineata tsingtauica Mell, 1922 - 東北アジアの極東ロシア、中国東北部、山東省、朝鮮半島、日本の北海道[1]・本州・四国・九州・沖縄に分布。
- Clanis bilineata formosana Gehlen, 1941 - 台湾に分布。
- Clanis bilineata bilineata Walker, 1866 - 南アジアのインド、ネパールから中国南部、台湾、インドシナ半島にかけて分布。
- Clanis bilineata sumatrana Clark, 1936 - インドネシアのスマトラ島など。

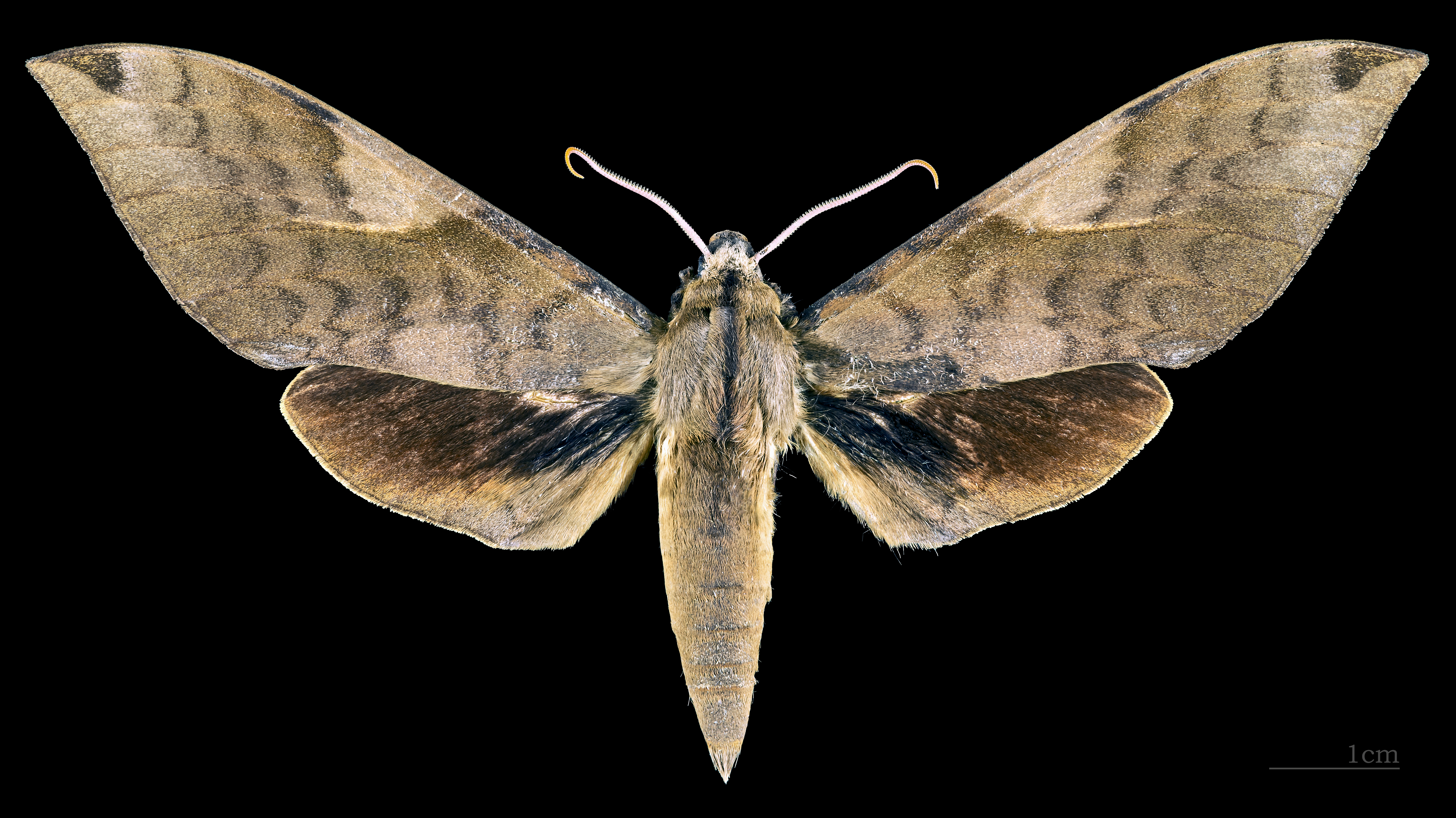
Clanis bilineata formosana ♂
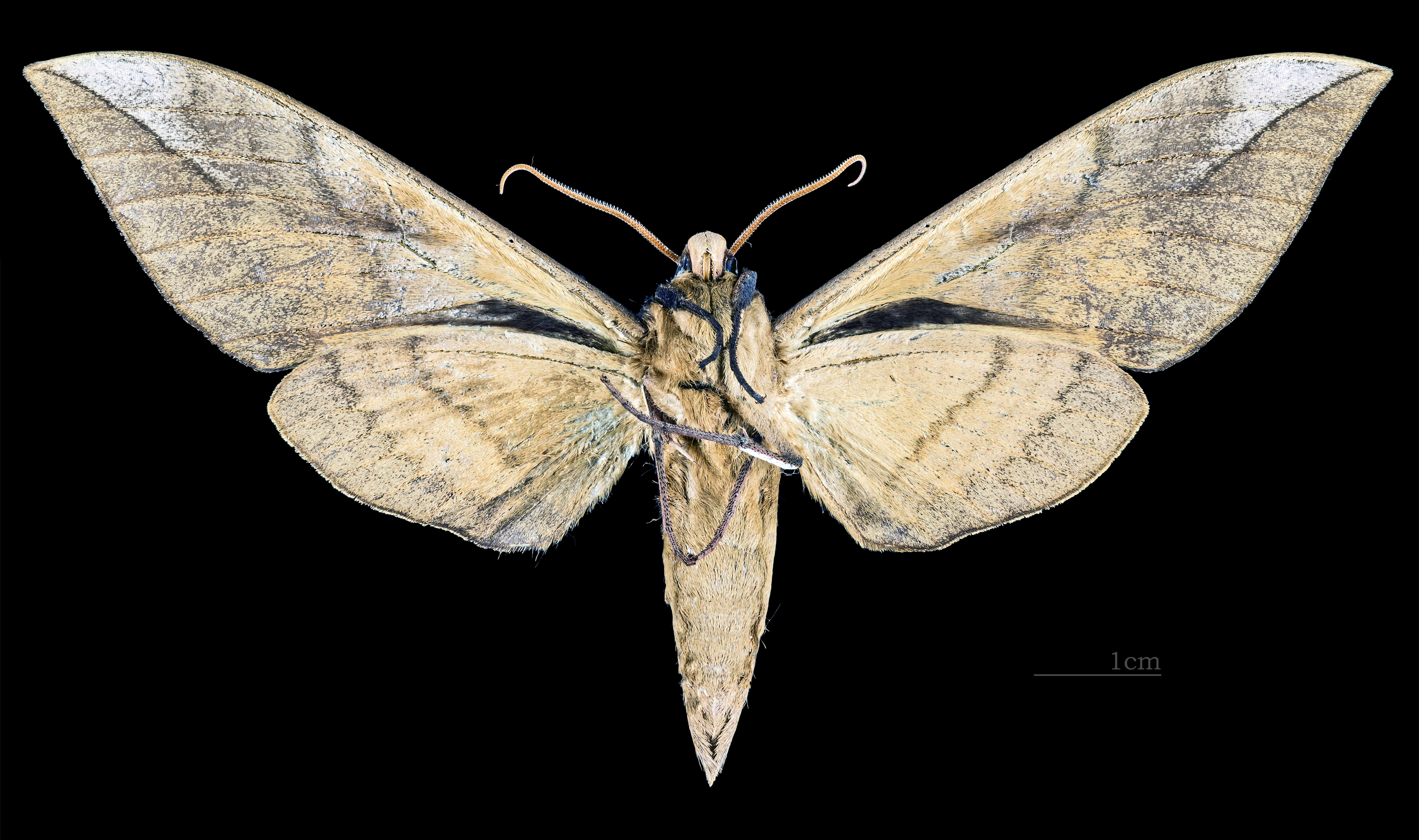
Clanis bilineata formosana ♂△
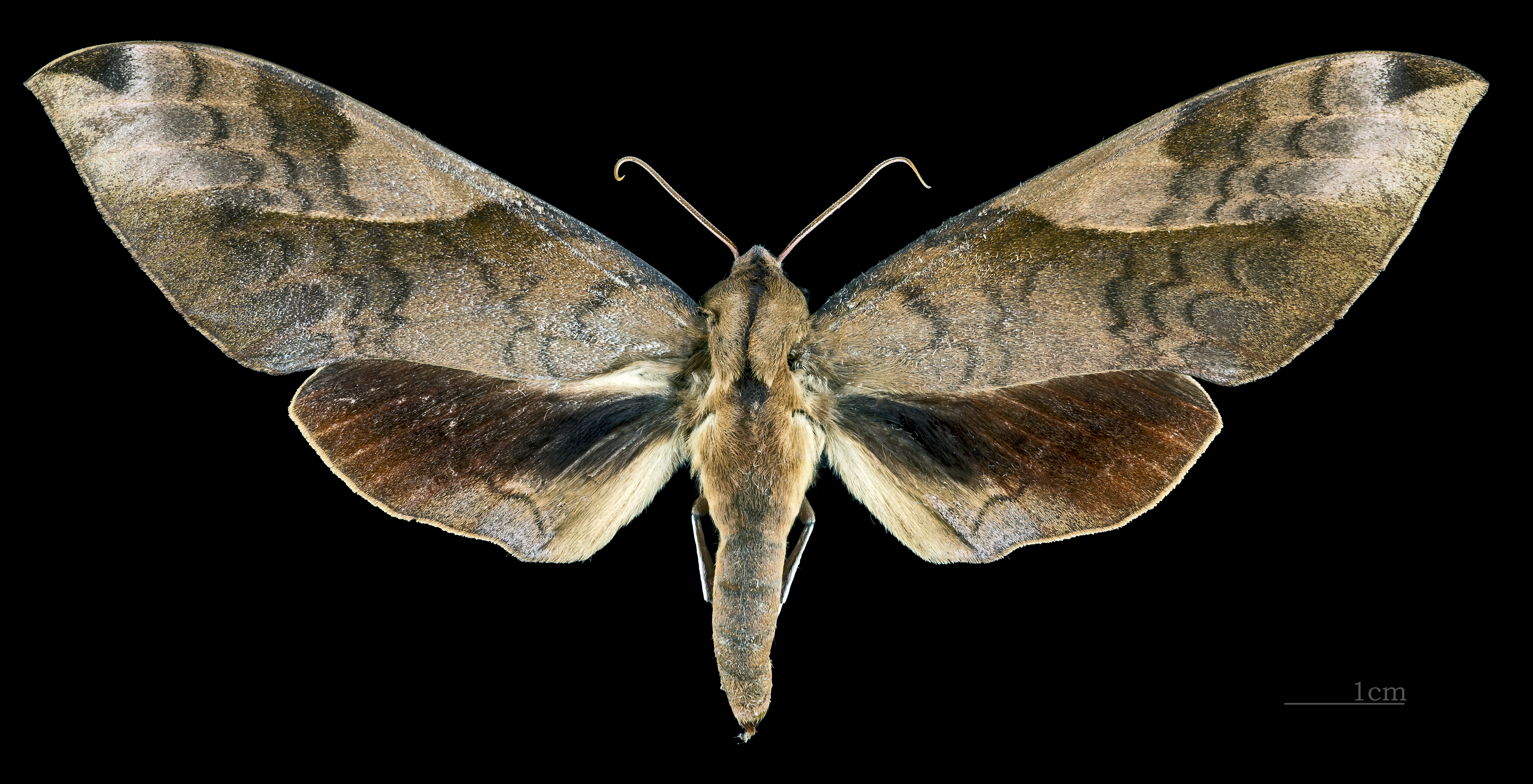
Clanis bilineata formosana ♀
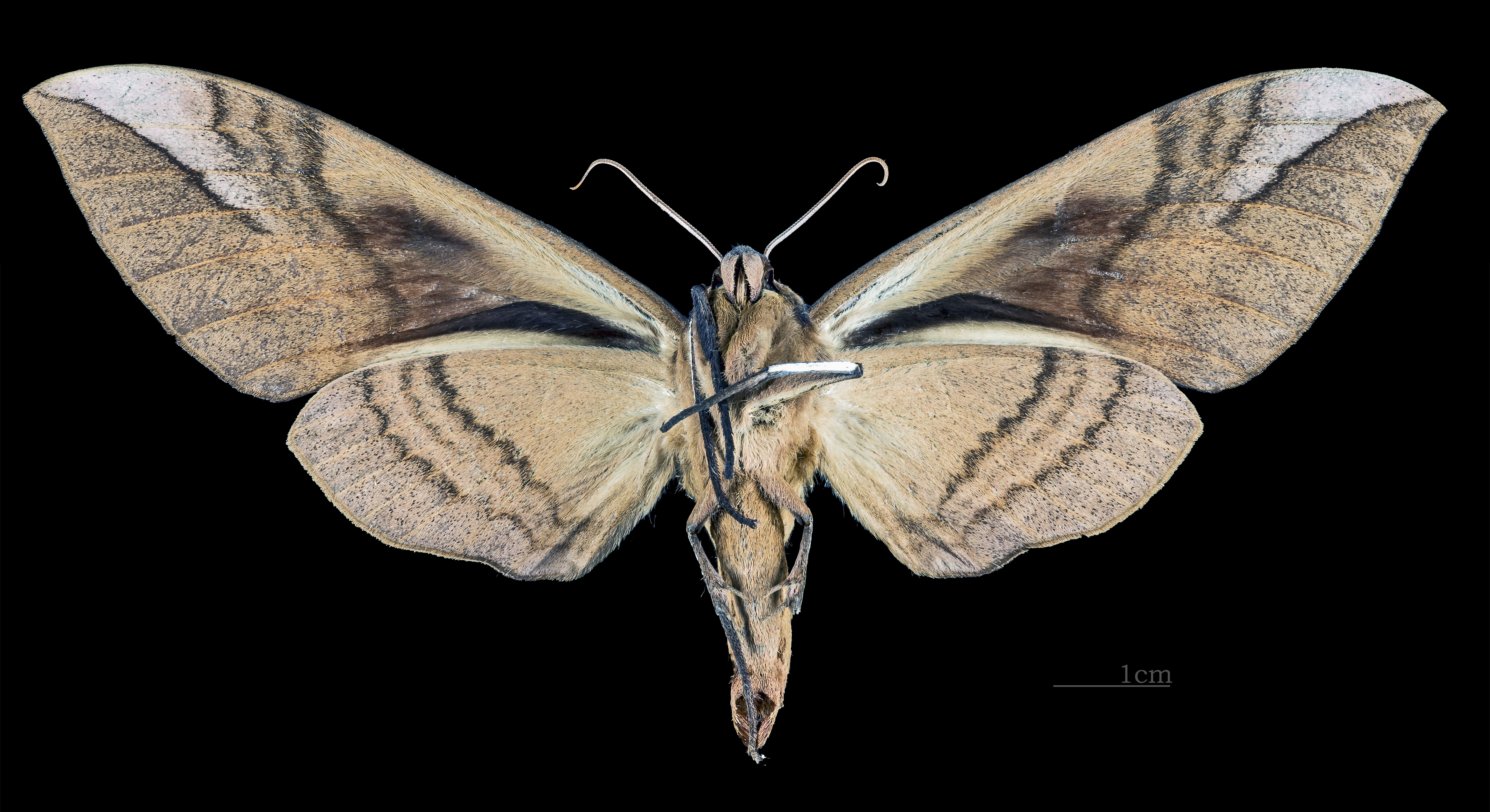
Clanis bilineata formosana ♀ △

## 生活史
日本では7月-8月頃、灯火によく飛来する。現在ではコンビニエンスストアなどの集蛾灯などによく見られる。ホバリングしたまま吸蜜することも多い。
幼虫の食草はマメ科の植物で、フジ、クズ、ダイズ、ハギ、ニセアカシアなどを好む。また幼虫のまま越冬する。

## 利用
海外には伝統的に、スズメガをはじめとする鱗翅目の幼虫を重要な蛋白源とする地域が多く存在する。
中国山東省や江蘇省では、トビイロスズメ（中国語 豆天蛾、ドウティエンオー）の幼虫を「豆蚒」（ドウダン）、「豆虫」（ドウチョン）、「豆青虫」（ドウチンチョン）などと呼んで食用にする。食用については、古くは清の蒲松齢の『農蠶經』に記載がある。無農薬栽培の大豆畑で採集するが、江蘇省では1ヘクタール当たり300kgも採れ、市場で売ると数千人民元の売上げになる例もあるという。素揚げ、卵炒め、野菜炒め、スープなどの食べ方がある。江蘇省北部の灌雲県には、頭を切り落として肉を絞り出し、内臓を取り除いて作る肉団子がある。
栄養素としては約65％がタンパク質で、バリン、メチオニン、フェニルアラニン、チロシンなどのアミノ酸を多く含む。また、約25％が脂肪分で、リノレン酸を多く含む。